# 凯里站
凯里站位于贵州省黔东南州凯里市市区内，为沪昆铁路线上的一个二等客运站，始建于1970年11月，1972年7月1日完工并投入使用:705-706，1975年1月1日正式交付运营:373。车站每日停靠列车76趟，平均发送客流5000人次。

## 车站结构

### 站房
凯里站站房建于1960年代。售票处位于站房右侧，设有人工售票窗口和自助取票机。候车室进站口位于站房中部，内设有候车坐席，与站台通过地道连接。

### 站场

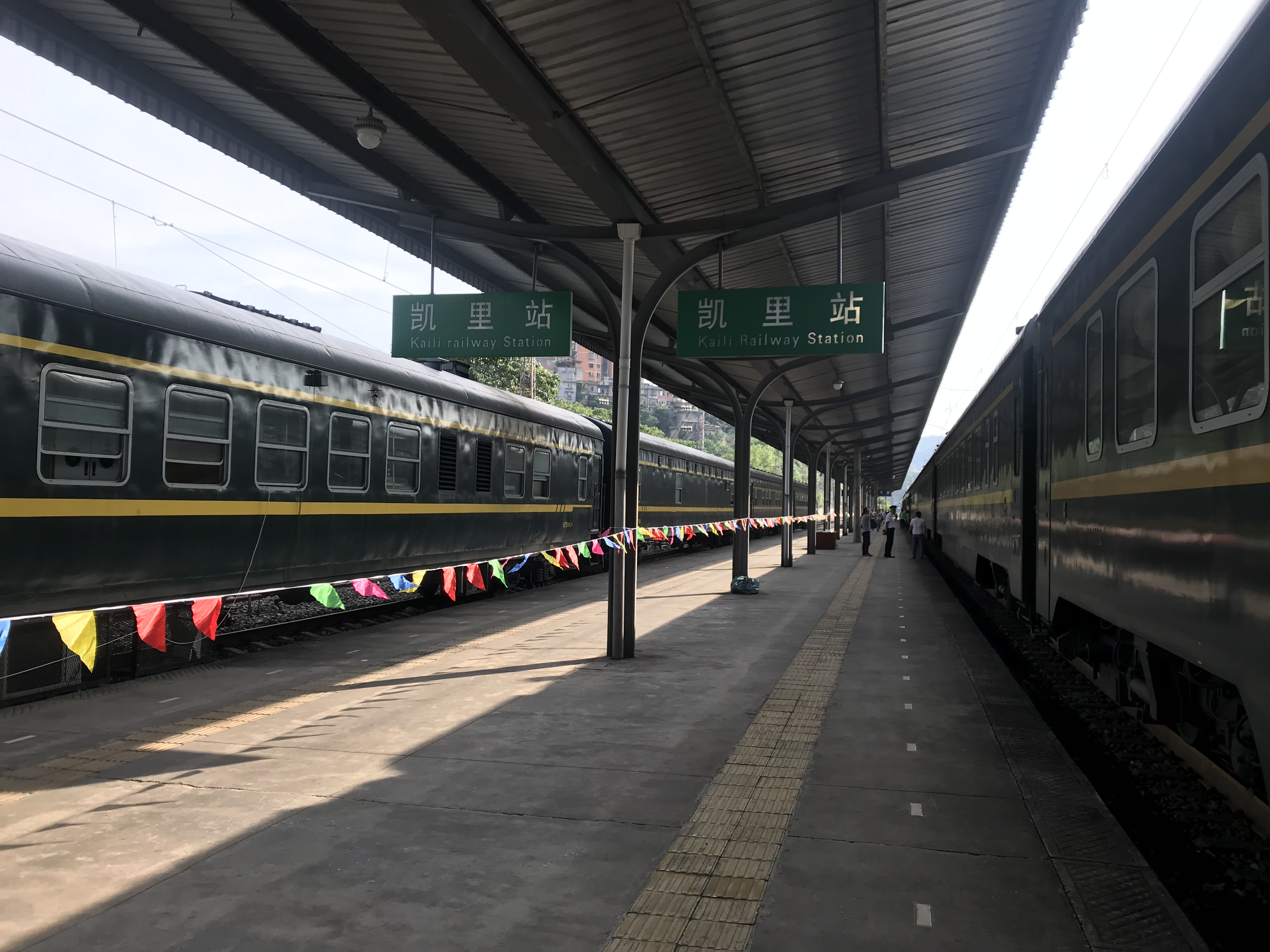
车站2、3站台

凯里站设有3座客运站台，办理客运旅客乘降业务。客运站台背面为编组场，办理货运列车编组业务。
车站货场位于客运站场东侧，货场路1号，面积42581平方米。货场办理整车货物发到、零散货物快运以及批量零散货物快运业务，货品以钢铁、煤、非金属矿石、木材、粮食为主。车站货场设有专用线通往中国石化黔东南石油分公司、中央储备粮凯里直属库、黔东南州物资储运公司、黔东南州铁路专用线经营公司、锌厂、新业纸品、贵阳机务段贵阳南运用车间凯里折返点的专用线
| 站场 |          | 车站编组场                      |
| 站场 | 5站台    | 沪昆铁路 往上海方向（桐木寨站） |
| 站场 | 岛式站台 |                                 |
| 站场 | 4站台    | 沪昆铁路上行列车通过线          |
| 站场 | 3站台    | 沪昆铁路下行列车通过线          |
| 站场 | 岛式站台 |                                 |
| 站场 | 2站台    | 沪昆铁路 往昆明方向（六个鸡站） |
| 站场 | 1站台    | 沪昆铁路 往昆明方向（六个鸡站） |
| 站场 | 侧式站台 |                                 |
| 站房 |          | 进站口、售票、候车、检票口      |

## 接驳交通

### 公交
途经凯里火车站公交车
- 1路公交车：火车站→仰阿莎广场
- 2路公交车：电厂新村→火车站
- 11路公交车：城南客车站→火车站
- 304路公交车：火车站→高铁南站（凯里南站）

## 轶事
苹果公司于2018年1月推出的由陈可辛导演的iPhone X春节广告《三分钟》以凯里站为故事背景。广告由iPhone X拍摄，讲述一位身为广铁集团广九客运段女列车员列车乘务员的妈妈因为连着几年过年值班，只能在值乘列车停靠家乡凯里站的3分钟间隙和儿子丁丁见面的故事。但影片中的“凯里站”实际在重庆站取景。

## 周边景区
- 西江苗寨
- 下司古镇
- 施秉云台山
- 雷公山